# فردریک هوک
فردریک هوک (به انگلیسی: Frederick Hauck) فضانورد اهل کشور ایالات متحده آمریکا است که در ۱۱ آوریل ۱۹۴۱ میلادی در لانگ بیچ زاده شد. وی در مأموریت اس‌تی‌اس-۷، اس‌تی‌اس-۵۱-ای، اس‌تی‌اس-۲۶ حضور داشته است.